# Барецци, Бареццо
Бареццо Барецци — итальянский издатель.

## Биография
Родился в Кремоне около 1560 года в семье Джованни Марии, который, возможно, происходил из сельской местности и недавно переселился в город. В 1578 году он переехал в Венецию, где начал длительное ученичество в одной из самых известных типографий того времени — типографии Франческо Зилетти.
10 августа 1591 года он был зачислен в гильдию книготорговцев после успешной сдачи экзамена. В 1592 году он работал в партнерстве с Бернардо Басой, в 1599 году — с другими неназванными партнерами, а в 1601 году — с Маттиа Коллозини. В июле того же года он заменил секретаря Бартоломео Карапелло в «Капитуле банка и Зонта». Его имя упоминается среди участников собрания 9 июня 1617 года.
15 августа 1642 года он запросил привилегию (попросил особое право, преимущество или разрешение, которое не предоставляется всем) на переиздание «Жизни понтификов» Платины. Годом позже (24 августа) он посвятил книгу «Proprinomio historico, geografico e poetico» Джузеппе Локателли. Барецци умер в конце того же года или в начале 1644 года, как свидетельствует инвентарь имущества его типографии и дома, составленный 20 января 1643 года «по настоянию месьера Франческо Барецци, его сына и наследника».

## Издательская деятельность
Барецци начал свою издательскую деятельность в 1591 году с публикации «Истории Монте-Верджине» Томмазо Косто и «Истории королевства Неаполь» Пандольфа Колленуччо. В следующем году он выпустил «Эпитоме жизней понтификов» того же Косто.
С 1591 по 1599 год его деятельность как издателя постепенно росла. Первоначально он публиковал книги с неназванными партнерами («apud Baretium et socios»), но многие работы издавал самостоятельно. Исследователь Э. Пасторелло насчитал 24 издания Барецци за этот период, однако их могло быть больше тридцати, хотя точное число невозможно установить из-за недостатка данных о печати в Италии XVI века.
В первые два десятилетия XVII века его дела процветали. Барецци путешествовал по Италии, посещая книготорговцев, ярмарки и искал качественные тексты для публикации. Он доходил даже до Неаполя, чтобы встретиться с Томмазо Косто, чьи работы он издавал, включая:
- «Il fuggilozio» (1600),
- «Lettere scritte a diversi» (1602),
- «Discorso sul poemetto del Tansillo: Le lacrime di s. Pietro» (1606),
- «Discorso sul Petrarca» (1629).

С 1610 года Барецци начал издавать произведения, более точно ориентированные на интересы культурных кругов Венеции. Среди них особенно выделяется работа по переводу книг Нового Завета, выполненная монахом-францисканцем Маттео Бальдуччи, опубликованная в 1612 году. Это издание представляет собой знаковое произведение религиозной литературы того времени. Барецци также публиковал тексты философского и богословского содержания, такие как:
- «De natura daemonum» (1613) Бенедетто Паллавичино,
- «Delle cose naturali» (1615) Джованни Баттиста Одони,
- «Discorso sulla creazione» (1620) Антонио Контарини.

Его связь с авторитетными учеными того времени позволила ему укрепить свои позиции на венецианском рынке.
Барецци придавал большое значение печати латинских текстов. Среди них стоит упомянуть:
- «Carminum libri IV» (1624) Марко Антонио Фламинио,
- «De rebus gestis Venetorum» (1627) Андреа Морозини,
- «Syntagma historicum» (1631) Франческо Бьондо.

К тому же он выпускал стихи на итальянском языке, среди которых можно отметить «Rime» (1604) Джованни Баттиста Скаппе, а также политические памфлеты, такие как «Relazione della repubblica veneta» (1632) анонимного автора.

## Отношение к искусству печати и торговля
Барецци проявил себя как искусный предприниматель, сумевший адаптироваться к требованиям времени. Его книги отличались хорошим качеством печати, использованием изысканных шрифтов и часто сопровождались гравюрами, которые придавали изданиям эстетическую ценность.
Его типография располагалась в стратегически важном месте — в районе Кампо Сант-Анджело, центре книгоиздательской торговли Венеции. Барецци тесно сотрудничал с другими книготорговцами, заключая с ними партнерство, чтобы расширить свой бизнес.
Из-за сложностей, связанных с ограничениями на печать и цензурой, Барецци был вынужден обращаться за разрешением на публикацию к различным авторитетам. Например, в 1618 году он получил лицензию на печать некоторых произведений, запрещённых Инквизицией, при условии внесения корректировок.